# Can Roure (Esponellà)
Can Roure és una obra gòtica d'Esponellà (Pla de l'Estany) inclosa a l'Inventari del Patrimoni Arquitectònic de Catalunya.

## Descripció
Edifici format bàsicament per un cos cobert a dues aigües amb el carener orientat d'Est a Oest. Al vessant sud del teulat sobresurt una torre, coberta en la seva meitat per la prolongació del vessant nord del teulat i l'altra meitat amb la coberta al Sud.
L'edifici presenta planta baixa i un pis. Només a la torre, d'ús agrícola, com a assecador, surt una segona planta. En el sector de façana on hi ha la torres hi ha també l'accés, en forma de porta dovellada sobre la qual apareix una finestra gòtica de petites dimensions i a la seva esquerra un rellotge de sol. A ponent d'aquest cos i cobert a dos aigües però en sentit perpendicular hi ha un paller a dos nivells amb el carener suportat per un pilar central.